# Алимбаев, Руслан Равильевич
Руслан Равильевич Алимбаев (род. 2 марта 1997) — казахстанский футболист, защитник.

## Карьера

### Клубная
Клубную карьеру начал в 2017 году в составе карагандинского клуба «Шахтёр».

### В сборной
В составе сборной Казахстана до 19 лет выступал на Мемориале Гранаткина 2017 года.